# Burkhardt von Berlepsch
Burkhardt von Berlepsch (* 1619 auf Schloss Hübenthal bei Witzenhausen; † 6. September 1691) war ein deutscher Jurist und Verwaltungsbeamter.

## Leben
Berlepsch entstammte dem Adelsgeschlecht derer von Berlepsch; er war der Sohn des Hofrichters in Marburg Eitel von Berlepsch und dessen zweiter Ehefrau Barbara Schenck zu Schweinsberg. Nach seiner Erziehung durch verschiedene Hauslehrer begann Berlepsch 1634 in Marburg Jura zu studieren. Zwei Jahre später wechselte er mit demselben Fach an die Universität Kassel. Anschließend diente er dem Landgrafen Johannes von Hessen-Braubach in verschiedenen Ämtern.
1639 wurde Berlepsch durch Fürst Ludwig I. von Anhalt-Köthen in die Fruchtbringende Gesellschaft aufgenommen. Zusammen mit Berlepsch wurden auch sein Dienstherr, Ludwig Geyso, Hans Jakob Geringer und Johann Gottfried von Linsingen als neue Mitglieder aufgenommen. Für Burkhardt von Berlepsch bestimmte Fürst Ludwig I. als Gesellschaftsname der Kurzweilige und als Motto geöffnet. Als Emblem wurde ihm der weiße Kiechern <Cicer arietinum L.> zugedacht. Im Köthener Gesellschaftsbuch findet sich Berlepsch' Eintrag unter der Nr. 337. Dort ist auch das Reimgesetz zu finden, welches er anlässlich seiner Aufnahme verfasst hatte:
Wan Weisse Kichern seind geöffnet laut sie knallen
Mein nahme mir darumb Kurtzweilig ist gefallen
Die hasen ihre lust drin büßen wan sie grün
Dan sie Zunagen sie, seind auß der maßen kühn
Vnd lauffen heüffig Zu: Kurtzweile man Zwar treiben
Kan vntern leüten wohl, doc muß man allzeit bleiben
Jn schrancken die Vnß hatt gesetzt die Erbarkeit
Aufdaß vnnützlich nicht werd' angewandt die Zeit.
Im Alter von 72 Jahren starb Burkhardt von Berlepsch am 6. September 1691.